# Astrangia woodsi
Astrangia woodsi är en korallart som beskrevs av Wells 1955. Astrangia woodsi ingår i släktet Astrangia och familjen Rhizangiidae. Inga underarter finns listade i Catalogue of Life.